# Estudio Op. 10, n.º 3 (Chopin)

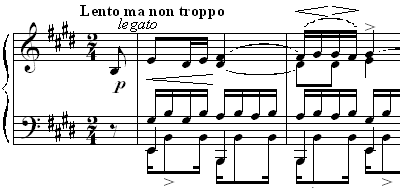
Inicio del Estudio Op.10, n.º 3. "Nunca más en toda mi vida he podido encontrar una melodía tan bella." -Chopin, acerca del Étude Op. 10 n.º 3.

El Estudio Op. 10 n.º 3 en mi mayor (presentado en ocasiones erróneamente en la tonalidad de fa mayor) es una obra para piano solo compuesta por Fryderyk Chopin. También es conocido por el nombre de "Tristesse" (del francés: tristeza) o por "L' Adieu" (del francés: el adiós).
Es un estudio con un lento cantabile (en este caso sería un tempo de aproximadamente 35 bpm) en el que la mano derecha debe mantener su tono melódico al mismo tiempo que ayuda con el acompañamiento. Interpretar la voz principal y parte del acompañamiento con una sola mano es de gran dificultad.

## Importancia
En 1832, un año después de la caída de Varsovia, Chopin estaba en París. En ese momento, Francia fue amistosa hacia Polonia y es el único país que abiertamente dio bienvenida a Polonia después del exilio. Por esa razón París se llenó de polacos refugiados.
Mientras tanto, en Polonia, los dirigentes y figuras centrales de la insurrección fueron juzgados en el tribunal sin estar presentes y condenados a muerte. Con las fuerzas rebeldes derrotadas, ahora Chopin no podría regresar a su patria. Esta melodía describe su melancolía, la eterna nostalgia de despedir a su patria. 
Chopin dejó Polonia antes de la insurrección y se mantuvo fuera del país todo el tiempo que duró. En otras palabras, tenía una coartada perfecta que demuestre que él no había participado. A pesar de eso, Chopin nunca regresó a Polonia.
Este estudio se aleja del resto de Estudios de Chopin en su tempo. Supone una salida del virtuosismo técnico que exigían los estudios para piano antes de Chopin. Se centra más en el fraseo melódico y en el aire legato de la interpretación más que en la habilidad técnica. Ha sido clasificado como poema sinfónico para piano por algunos críticos y está considerado como una muestra de calidad del amor de Chopin hacia la ópera romántica y hacia Polonia, su país natal. Durante una clase con uno de sus alumnos, Adolf Gutmann, empezó a llorar y gritó: «¡Oh, mi tierra!». Los 22 años que Chopin tenía al componer esta pieza fue como una forma de quemar su patria en su corazón.

## Estructura

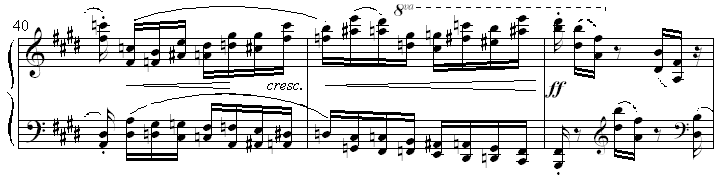
La variación de la sección central del Estudio Op. 10 n.º 3.

Este estudio es bastante sencillo en la estructura, con un tema inicial, una variación y una vuelta final al tema principal.
El primer tema está basado principalmente en que la mano derecha toque la lenta melodía junto con el bajo de Alberti (grave-agudo-medio-agudo). La mano izquierda debe hacer garbosos saltos y establece las bases armónicas, sin dejar lugar para la ambigüedad en el tema. El Estudio Op. 10 n.º 3 está presente hasta en 115 grabaciones comerciales, lo que demuestra que no hay un único método correcto para la ejecución de este tema en particular, ya que todas las versiones tienen diferencias en cuanto al tempo, a la aceleración y el ritmo. A Chopin no le agradaba un excesivo sentimentalismo durante las interpretaciones, ya que esto eliminaba la estructura musical que él pretendía en un principio. Chopin también renunciaba a una tempo asediado con distintos pulsos, porque esto también destruía la significancia del tiempo de dos por cuatro (2/4). (****)
La variación central del estudio es donde éste se hace más difícil técnicamente. Aunque cromáticamente sigue centrado en Mi mayor, esta sección, una larga secuencia de séptimas disminuidas y tritonos, está plagada de alteraciones y de síncopas que lo hacen difícil. La arrolladora variación se funde a veces con el ritmo suave y tierno del tema principal. El coda comienza con un restablecimiento de ese primer tema.

## En la cultura popular
- La canción de los años cincuenta No other love, un éxito de Jo Stafford, esta derivada de la melodía de este estudio.
- La canción So Deep Is The Night, que se convirtió en un éxito en el Reino Unido para el humorista y cantante Ken Dodd en 1964, también está inspirada en la melodía de este estudio.
- El tema Lemon incest de Serge Gainsbourg en Love on the Beat, de 1984, toma la música de este estudio y tiene la letra escrita por Gainsbourg.
- La canción We were lovers de Jean-Jacques Burnel, tema del anime Gankutsuou es claramente una variación de este estudio.
- "Wakare no Kyoku" (Canción de Despedida), tema de fondo del anime Fullmetal Alchemist del compositor Oshima Michiru, está inspirada en el primer movimiento de la melodía de Chopin, y es vista en el anime en su capítulo 51.
- La canción "Tristesse" 1939 interpretada por Tino Rossi
- El tango "La melodía del corazón" grabado por la orquesta de Edgardo Donato con la voz de Romeo Gavio en 1940, y luego por la orquesta de Francisco Canaro con Francisco Amor, también en 1940.
- Interpretada en el flim I Walked with a Zombie (1943).
- En 2001 la soprano Sarah Brightman adapta esta pieza para convertirla en una canción en francés, llamada "Dans la nuit" con sus característicos toques operáticos.
- La letra de la canción "Divina Ilusión" de Enrique Quezada Reyes, fundador y primera voz de "Los Tres Diamantes", es un éxito que desde 1950 perdura ampliamente en el gusto romántico musical de la lengua española. Las saudades de esta letra sintonizan, con delicada cadencia, en el propio sentimiento de nostalgia que emana de esta obra de Chopin.
- Es el tema principal de la película "Mi querida señorita", de Jaime Armiñán.